# Equações de Friedmann
As Equações de Friedmann são um conjunto de equações em cosmologia física que governam a expansão métrica do espaço em modelos homogêneos e isotrópicos do Universo dentro do contexto da Teoria Geral da Relatividade. Foram apresentadas por Alexander Friedman em 1922 a partir das equações de campo de Einstein para a métrica de Friedman-Lemaître-Robertson-Walker e um fluido com uma densidade de energia ({\displaystyle \rho }) e uma pressão ({\displaystyle p}) dadas. As equações para curvatura espacial negativa foram dadas por Friedmann em 1924.

## Pressupostos
As equações de Friedmann começam com a hipótese simplificadora de que o universo é espacialmente homogêneo e isotrópico, i.e. o Princípio Cosmológico; empiricamente, isto é justificado em escalas maiores que ~100 Mpc. O Princípio Cosmológico implica que a métrica do universo deve ser da forma:
{\displaystyle ds^{2}={a(t)}^{2}ds_{3}^{2}-dt^{2}}
onde {\displaystyle ds_{3}^{2}} é uma métrica tridimensional que deve ser de um (a) espaço plano, (b) uma esfera de curvatura positiva constante ou (c) um espaço hiperbólico com curvatura negativa constante. O parâmetro {\displaystyle k} discutido abaixo toma o valor 0, 1, -1 nestes três casos, respectivamente. É este fato que nos permite falar de uma forma sensata de um "fator de escala", {\displaystyle a(t)}.
As equações de Einstein agora relacionam a evolução deste fator de escala para a pressão e energia da matéria no universo. As equações resultantes são descritas abaixo.

## Equações
As equações são:
{\displaystyle H^{2}\equiv \left({\frac {\dot {a}}{a}}\right)^{2}={\frac {8\pi G\rho +\Lambda }{3}}-K{\frac {c^{2}}{a^{2}}}}
{\displaystyle 3{\frac {\ddot {a}}{a}}=\Lambda -4\pi G(\rho +{\frac {3p}{c^{2}}})}
onde {\displaystyle \Lambda } é a constante cosmológica possivelmente causada pela energia do vazio, {\displaystyle G} é a constante gravitacional, {\displaystyle c} é a velocidade da luz, {\displaystyle a} é o fator de escala do Universo e {\displaystyle K} é a curvatura gaussiana quando {\displaystyle a=1} (p.ex. hoje, na atualidade). Se a forma do universo é hiperesférica e {\displaystyle R} é o raio de curvatura ({\displaystyle R_{0}} no momento atual), então {\displaystyle a=R/R_{0}}. Geralmente, {\displaystyle K \over a^{2}} é a curvatura gaussiana. Se {\displaystyle K} é positiva, então o Universo é hiperesférico. Se {\displaystyle K} é zero, o Universo é plano e se {\displaystyle K} é negativo o Universo é hiperbólico. Note-se que {\displaystyle \rho } e {\displaystyle p} são função de {\displaystyle a}. O parâmetro de Hubble, {\displaystyle H}, é a velocidade de expansão do universo.
Estas equações às vezes se simplificam redefinindo a densidade de energia e a pressão:
{\displaystyle \rho \rightarrow \rho -{\frac {\Lambda }{8\pi G}}}
{\displaystyle p\rightarrow p+{\frac {\Lambda c^{2}}{8\pi G}}}
para obter:
{\displaystyle H^{2}\equiv \left({\frac {\dot {a}}{a}}\right)^{2}={\frac {8\pi G}{3}}\rho -K{\frac {c^{2}}{a^{2}}}}
{\displaystyle 3{\frac {\ddot {a}}{a}}=-4\pi G(\rho +{\frac {3p}{c^{2}}})}
O parâmetro de Hubble pode mudar no tempo se outros membros da equação são dependentes do tempo (em particular a densidade de energia, a energia do vazio e a curvatura). Avaliando o parâmetro de Hubble no momento atual resulta que a constante de Hubble que é a constante de proporcionalidade da lei de Hubble. Aplicado a um fluido com uma equação de estado dada, as equações de Friedmann dão como resultado a evolução no tempo e a geometria do Universo como função da densidade do fluido.
Alguns cosmólogos chamam à segunda destas duas equações a equação de aceleração e reservam o termo equação de Friedmann só para a primeira equação.

## O parâmetro de densidade
O parâmetro de densidade, {\displaystyle \Omega }, se define como a relação da densidade atual (ou observada) {\displaystyle \rho } relacionado à densidade crítica {\displaystyle \rho _{c}} do Universo de Friedmann. Uma expressão para a densidade crítica se encontra assumindo que {\displaystyle \Lambda } é zero (como é para todos os Universos de Friedmann básicos) e estabelecendo a curvatura {\displaystyle K} igual a zero. Quando se substituem estes parâmetros na primeira equação de Friedmann encontramos que:
{\displaystyle \rho _{c}={\frac {3H^{2}}{8\pi G}}}
E a expressão para o parâmetro de densidade (útil para comparar diferentes modelos cosmológicos) se obtém que é:
{\displaystyle \Omega \equiv {\frac {\rho }{\rho _{c}}}={\frac {8\pi G}{3H^{2}}}\rho }
Este termo originalmente foi utilizado como uma maneira de determinar a geometria do campo no que {\displaystyle \rho _{c}} é a densidade crítica para a qual a geometria é plana. Assumindo uma densidade de energia do vazio nula, se {\displaystyle \Omega } é maior que um, a geometria é fechada e o Universo eventualmente parará sua expansão e então se colapsará. Se {\displaystyle \Omega } é menor que um, será aberto e o Universo se expandirá para sempre. Entretanto, também se podem sintetizar os termos de curvatura e da energia do vazio numa expressão mais geral para {\displaystyle \Omega } no caso de que este parâmetro de densidade de energia seja exatamente igual à unidade. Então é uma questão de medir os diferentes componentes, normalmente designados por sub-índices. De acordo com o modelo Lambda-CDM, há importantes componentes de {\displaystyle \Omega } devido a bárions, matéria escura fria e energia escura. A geometria do espaço-tempo foi medida pelo satélite WMAP estando próxima de ser uma geometria plana, o que quer dizer, que o parâmetro de curvatura {\displaystyle K} é aproximadamente zero.
A primeira equação de Friedmann frequentemente se escreve formalmente com os parâmetros de densidade.
{\displaystyle {\frac {H^{2}}{H_{0}^{2}}}=\Omega _{R}a^{-4}+\Omega _{M}a^{-3}+\Omega _{\Lambda }-Kc^{2}a^{-2}}
Onde, {\displaystyle \Omega _{R}} é a densidade de radiação atual, {\displaystyle \Omega _{M}} é a densidade da matéria (escura mais a bariónica) atual e {\displaystyle \Omega _{\Lambda }} é a constante cosmológica ou a densidade do vazio atual.

## Equação de Friedmann reescalada
Estabelecendo {\displaystyle a={\tilde {a}}a_{0},\rho _{c}=3H_{0}^{2}/8\pi G,\rho =\rho _{c}\Omega ,t={\tilde {t}}/H_{0},\Omega _{c}=-K/H_{0}^{2}a_{0}^{2}} onde {\displaystyle a_{0}} e {\displaystyle H_{0}} são em separado o fator de escala e o parâmetro de Hubble atuais. Então podemos dizer que:
{\displaystyle {\frac {1}{2}}\left({\frac {d{\tilde {a}}}{d{\tilde {t}}}}\right)^{2}+U_{\rm {eff}}({\tilde {a}})={\frac {1}{2}}\Omega _{c}}
onde {\displaystyle U_{eff}({\tilde {a}})=\Omega {\tilde {a}}^{2}/2}. Para qualquer forma do potencial efetivo {\displaystyle U_{eff}({\tilde {a}})}, há uma equação de estado {\displaystyle p=p(\rho )} que a produzirá.